# Sarodj Bertin
Sarodj Bertin Durocher (Puerto Príncipe, 1986) es una abogada haitiana, más conocida por ser reina de belleza, cantante, actriz y animadora de televisión.

## Primeros años
Bertin nació en Haití. Es la hija de Mireille Durocher y Jean Bertin. Tiene tres hermanos: Jean Christophe Bertin, Jean Marc Bertin y Nastassja Bertin. La madre de Bertin, quién era abogada y una abierta crítica del entonces presidente Jean-Bertrand Aristide, fue asesinada el 28 de marzo de 1995 en Puerto Príncipe. Fue baleada a plena luz del día mientras era conducida por un cliente, Eugene "Junior" Baillergeau, fuera de la sede de Democracia del Campamento del ejército de EE. UU. Baillergeau, quién fue asesinado junto con Durocher Bertin, estaba en litigation con el ejército de EE. UU. por los daños que un helicóptero de EE. UU. presuntamente había hecho a su avión privado.
Luego del asesinato de su madre, Bertin fue enviada a la República Dominicana donde  creció en el exilio.
En la República Dominicana, aprendió a hablar español e inglés, además de su nativo francés y creol. De 2003 a 2010,  estudió Derecho en la Universidad Iberoamericana (UNIBE) y en la Pontificia Universidad Católica Madre y Maestra (PUCMM), y es en el presente abogada de derechos humanos. Ha trabajado para la Alianza Internacional para la recuperación de Haití. 

## Premios
- 2013 MPAH Película de Haití Otorga Premio Humanitario Recipient* Asociación de Cuadro del Movimiento de Haití